# دهانه خلیج چساپیک
دهانه برخوردی خلیج چساپیک (انگلیسی: Chesapeake Bay impact crater) از برخورد یک آذرگوی به کرانهٔ شرقی آمریکای شمالی در ۳۵٫۵ ± ۰٫۳ میلیون سال پیش، در دورهٔ ائوسن پسین، شکل گرفته است. در میان ساختارهای برخوردی‌ای که از برخورد به محیط‌های خیس هم‌چون دریاها شکل گرفته‌اند، این دهانه یکی از بهترین بازمانده‌ها است.
فرونشست پیوستهٔ رسوب‌ها روی خرده‌سنگ‌های دهانه، خلیج چساپیک را شکل داده است.